# 敦賀バイパス

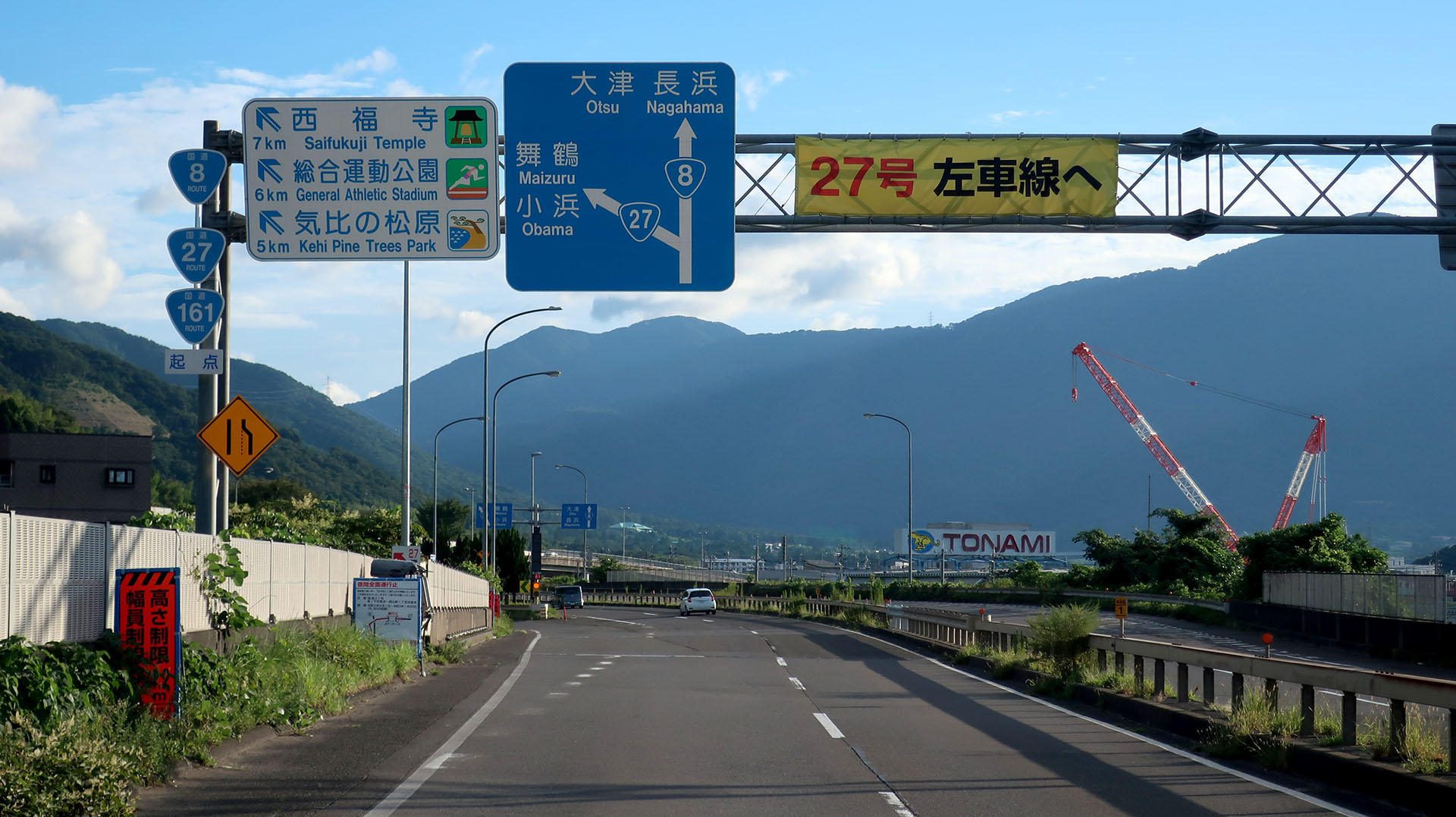
坂ノ下JCT付近

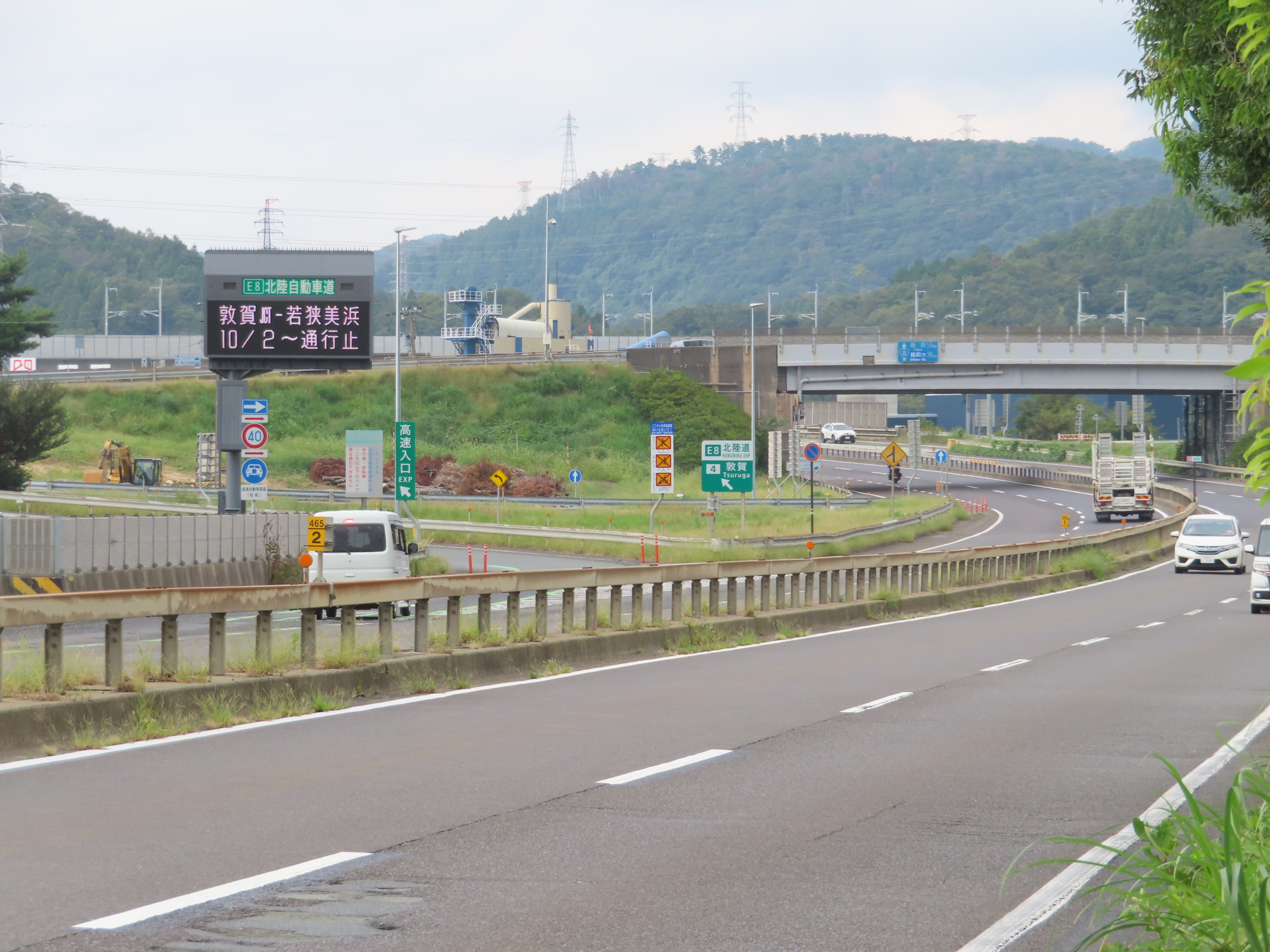
北陸自動車道敦賀インターチェンジ付近

敦賀バイパス（つるがバイパス）は、福井県敦賀市田結（たい）から同市小河口（おごぐち）に至る、国道8号のバイパス道路である。並行区間の従前の現道は国道8号指定区間のままであるものの本バイパス全区間の供用開始時に旧道へ、本区間が新道から現道へとそれぞれ指定替えされている。
本項目では、敦賀バイパス北部で事業を進めている敦賀防災（つるがぼうさい）についても記載する。

## 概要
敦賀市内を通る国道8号のうち、敦賀駅に近い気比神宮交差点 - 白銀交差点の区間は4車線であるものの、その他は2車線であり、道路幅も狭かった。そういった市街地への交通集中の解消と、北陸自動車道へのアクセスのために整備されたバイパス道路である。
1996年（平成8年）には敦賀港における国内主要航路である北海道とを結ぶフェリー埠頭が市街地から北へ離れた鞠山に移転し、そのアクセス道路として田結-余座が開通した。これによって敦賀港と敦賀ICはほぼ信号機のある交差点を通らずに往来することが可能になった。
また、国道8号と国道27号金山バイパスが交差する岡山1丁目交差点で、特に国道8号と国道161号が重複する京都・米原方面から金山バイパスを経て敦賀バイパスへ向かう車両の混雑が激しかったため、坂ノ下 - 小河口が整備され2008年（平成20年）11月15日に供用開始、敦賀バイパスは全線開通した。600 km近くに及ぶ国道8号の現道ルートのうち、最後まで鉄道との平面交差部として残存していた名敦国道踏切（JR西日本・小浜線と交差）も、これにより旧道区間となった。なお、バイパス全区間開通後、交通量が著しく減少した先の旧道4車線区間は歩道を拡幅し、2車線へと再整備されている。
敦賀駅東交差点、並びに吉河交差点以外に信号機はなく、立体交差となっている。また、余座 - 坂ノ下は4車線で供用され、田結 - 余座、坂ノ下 - 小河口は暫定2車線であるが4車線の計画となっている。なお、小河口から疋田（国道8号米原・京都方面と、国道161号京都方面の交点）までの間は4車線への拡幅が完了している。
樫曲トンネルと田結トンネルの間は、中池見湿地の際を通っている。

## 道路諸元
- 起点：福井県敦賀市田結[1][2]
- 終点：福井県敦賀市小河口[1][2]
- 延長：8.2 km[1][2]
- 道路規格：第3種第1級[1]
- 車線数：4車線（敦賀市田結 - 河原町間および同市坂下 - 小河口間は2車線）[1]
- 設計速度：80 km/h

## 歴史
- 1972年度（昭和47年度） - 事業化。
- 1976年度（昭和51年度） - 工事に着手[2]。
- 1989年（平成元年）7月5日 - 敦賀IC前後の2.1 kmの供用を開始（4車線）[1]。
- 1996年（平成8年）3月28日 - 敦賀市田結 - 同市河原町間の供用を開始（3.4 km、2車線）[1]。
- 2008年（平成20年）11月15日 - 敦賀市坂下 - 同市小河口間の供用を開始（2.7 km、2車線）[1][2][3]、全線開通[1][2]。

## 交差する道路
- 上側が起点側、下側が終点側。左側が上り側、右側が下り側。
- 交差する道路は、県道以上の道路および立体交差をするもしくは立体交差をする計画の道路。特記がないものは市町道。

| 交差する道路など                                                    | 交差する道路など | 交差する場所 | 交差する場所 | 交差する場所 | 備考                                                      | 新潟から (km) |
| ------------------------------------------------------------------- | ---------------- | ------------ | ------------ | ------------ | --------------------------------------------------------- | ------------- |
| 国道8号 越前市・福井方面                                            |                  |              |              |              |                                                           |               |
| 国道8号（旧道） 敦賀新港方面                                        |                  | 敦賀市       | 田結跨道橋   | 新港口       | 敦賀BP余座方面からの流出で国道8号（旧道）方面へは行けない | 460.9         |
| 国道476号                                                           | 国道476号        | 敦賀市       | 余座高架橋   | 余座         | 木ノ芽峠トンネル方面                                      | 464.0         |
| 福井県道210号余座若葉線                                             |                  | 敦賀市       | 余座高架橋   |              | 余座高架橋の北行側道にのみ接続                            |               |
|                                                                     | E8 北陸自動車道  | 敦賀市       | 敦賀IC       |              |                                                           | 465.0         |
| 福井県道271号敦賀駅東線                                             |                  | 敦賀市       | 敦賀駅東     |              | 敦賀駅（東口）方面                                        | 465.4         |
| 国道8号（現旧連絡線）・ 国道27号 国道161号 国道162号 <金山バイパス> |                  | 敦賀市       | 坂ノ下JCT    |              | 小浜・舞鶴方面                                            | 466.4         |
| 国道8号（旧道）・国道161号                                          |                  |              | 小河 小河第2 |              | 敦賀BP福井方面⇔国道8号（旧道）方面へは行けない            | 469.1         |
| 国道8号・国道161号 長浜・大津方面                                   |                  |              |              |              |                                                           |               |

## バイパスの位置関係
（新潟方面） 敦賀防災 -   敦賀バイパス - （現道） - 塩津バイパス （京都方面）

## 敦賀防災
敦賀防災（つるがぼうさい）は、福井県敦賀市挙野（あげの）から同市田結に至る、国道8号の道路改良事業である。
事業対象となっている区間は、海岸線に沿って幅員が狭く勾配があることから、この事業は山側にトンネルを新設してカーブや勾配を緩やかに改善させるものである。

### 道路諸元
- 起点：福井県敦賀市挙野[4][5]
- 終点：福井県敦賀市田結[4][5]
- 延長：3.8 km[4][5]
- 道路規格：第3種第2級[4]
- 車線数：2車線[6]
- 設計速度：60 km/h
- 事業費：150億円[6]

### 歴史
- 2018年度（平成30年度） - 事業化[4][5]。
- 2022年（令和4年）5月22日 - 工事着手[5][6]。なお、完成時期は未定となっている[5][6]。